# Club El Porvenir
El Club El Porvenir es un club polideportivo argentino, fundado el 12 de septiembre de 1915. Tiene su sede en la ciudad de Gerli en la provincia de Buenos Aires. La actividad más destacada de la institución es el fútbol, pero se practican además las disciplinas de tenis, hockey sobre césped, futsal, judo, taekwondo, aikido, patinaje artístico, yoga, entre otras. Integra en la actualidad la Primera C, la cuarta categoría del fútbol nacional para los clubes directamente afiliados a la AFA. Es uno de los clubes más populares del ascenso.
Su estadio lleva el nombre de Gildo Francisco Ghersinich, aunque previamente desde su inauguración se llamaba "Estadio Enrique de Roberts", en homenaje a un expresidente de la institución. El estadio, que está construido parcialmente con tablones y cemento, tiene una capacidad de alrededor de 14 000 personas. Además, el complejo deportivo posee un microestadio cubierto, cinco canchas de tenis de polvo de ladrillo, dos canchas de fútbol 5 de pasto sintético, un edificio de dos plantas con gimnasio y salas para la práctica de otras disciplinas, un parque y dos piletas recreativas.  
A pesar de haber permanecido durante casi toda su historia en la segunda (actual Primera Nacional) y tercera (actual Primera B Metropolitana) división del fútbol argentino, a raíz de una profunda crisis institucional, durante las temporadas 2013/14, 2014, 2015, 2016 y 2023 militó en la Primera D, quinta división para los equipos directamente afiliados a la AFA. 
El Porvenir posee una gran cantidad de hinchas por la zona de Gerli Oeste y Gerli Este, Villa Porvenir, Valentín Alsina, Piñeiro, Villa de los Industriales, Villa Atlántida, Caraza, Diamante, Corina y La Mosca, a pesar de pasar un mal momento es conocido por el aguante y convocatoria de sus hinchas. El 13 de marzo de 2024, disputó los treintaidosavos de final de la Copa Argentina vs Lanús en el estadio Tito Tomaghtelo, donde llevó 8 mil personas y 15 micros hacia el Varela, además de superar a los "granates" por 1-0. 
El club tenía mucha más popularidad entre las décadas del ochenta al 2000 de este sigo, perdiendo en parte aquella masa societaria cuando comenzó a descender de categorías y tener un mal manejo de la dirigencia.

## Historia

### Sus orígenes
La institución fue fundada por militantes anarquistas el 11 de septiembre de 1915 en la barriada de Villa Porvenir, ubicada entre las localidades de Piñeiro y Gerli (Partido de Avellaneda). El club tenía como objetivo la práctica de la lucha grecorromana, pero con el tiempo fueron añadiéndosele numerosas disciplinas. Se le bautizó con el nombre del barrio que lo vio nacer.
Comenzó a disputar la segunda división de ascenso en 1918 haciendo de local en la cancha del "Club Sígueme Si Puedes", ubicada en la avenida a La Plata (hoy Cabildo) entre Catamarca y Santa Fe. En 1919 utilizó el field ubicado en la intersección de la avenida Galicia y Humberto I, en Villa Porvenir, y obtuvo el título con el que ascendió a "intermedia".
En 1920 obtuvo el título de la División Intermedia, la segunda categoría de la amateur Asociación Argentina de Football. Ese año perdió el alquiler del terreno, pero un año después, utiliza la cancha del Club Everton de Gerli, y en 1922 termina adquiriéndole el campo de juego a su club vecino.
Esta cancha la utilizó hasta 1928, para luego estar durante dos años jugando en estadios alquilados.

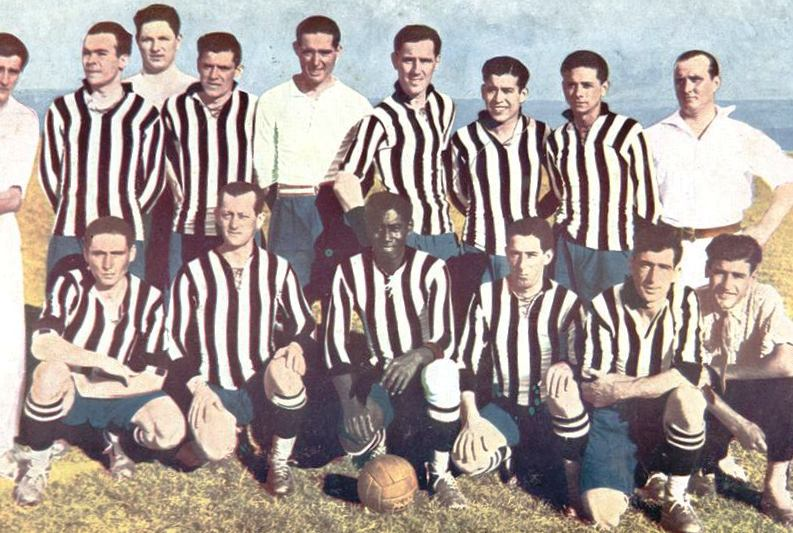
El Porvenir, campeón del Campeonato de Primera B 1927.

En 1926 el laudo del entonces Presidente Marcelo Torcuato de Alvear unificó a la disidente AAmF con la antecesora de la AFA, la AAF. El Porvenir fue penalizado aún participando en la liga oficial, descendiéndolo a la Primera B para otorgarle más plazas a otros equipos. En 1927 salió campeón de la Primera B del fútbol argentino y ascendió a la Primera División.
En 1930 inauguró su tercer campo de juego en la calle Jean Jaures al 700 entre La Rioja y Gral. Morelos (hoy Santiago Plaul), de la barriada de Villa Spínola, en Gerli Oeste, Partido de Lanús, que utilizará hasta comienzos de 1940.

### Era profesional
En 1941 la AFA desafilió al club de la Segunda División porque no tenía cancha propia y comenzó la construcción del estadio en un terreno de Villa Atlántida en Lanús Oeste, que fue inaugurado el 4 de abril de 1942. Esta cancha se amplió en 1943 para diez mil espectadores y la utilizó hasta 1968.
En 1954 obtuvo el campeonato de la tercera división.
La actual cancha se construyó en terrenos que fueron donados por el Superior Gobierno de la Nación y se inauguró 24 de abril de 1971. Su primer partido en este estadio en Gerli (el anterior había sido sobre Pavón y Bustamante) se produjo frente a Defensores de Almagro y fue empate 1 por 1 con gol de Carlos Moral.
Salió campeón de la temporada 1997/98 de la Primera "B" Metropolitana, tercera división, ascendiendo al Nacional "B", la segunda categoría del fútbol argentino.
El 19 de noviembre de 2001 El Porvenir derrota como local a Central Córdoba de Rosario por 1 a 0 con gol de Fernando Rodríguez y de esta manera inauguraba su nuevo sistema de iluminación y disputaba por primera vez en su historia un partido nocturno en el estadio de Gerli.
El 11 de agosto de 2007 el club rebautiza a su estadio con el actual nombre de Gildo Ghersinich haciéndole homenaje en vida al vicepresidente 1.º de la institución, que es un dirigente histórico del Club El Porvenir.
El 28 de mayo de 2023, El Porvenir fue ganador del Primer Torneo de la Primera D, tras vencer de local a Central Ballester por 2 a 0, consiguiendo la clasificación a la Copa Argentina 2024. Allí se enfrentó en treintaidosavos de final a Lanús, donde se impuso por 1 a 0, luego en dieciseisavos de final fue eliminado por Godoy Cruz, tras perder por 4 a 0.

### Actualidad
En febrero de 2025, el club fue desafiliado por la AFA, debido a las intenciones de la municipalidad de Lanús de intervenir a la institución de Gerli. En marzo, la AFA dejó sin efecto la desafiliación.

### Primera comisión directiva
La primera Comisión Directiva contaba con Vicente Gioffre (Presidente); Enrique De Roberts (Vicepresidente); Juan Asprea (Secretario); Alejo Parga (Prosecretario); Antonio Arán (Tesorero); Agustín Fernández (Protesorero); José Tedoldi; Roque Malpede; Adolfo Costamagna; Florencio Cousiño; Manuel Asurey y Rómulo Giudicelli -Vocales- y Clemente Barcena y Pascual Campana (Revisores de Cuentas).

### Los colores
La camiseta blanca y negra a bastones fue tomada del Sunderland Club, equipo Argentino que hoy en día está abocado a practicar Basquetbol, que en su momento prestó sus camisetas al Porve para que dispute sus primeros partidos en 1918.

### Primer partido internacional
El 12 de octubre de 1920 se disputó un cotejo internacional entre el primer equipo del club El Porvenir de Argentina vs. Liga Nacional de Montevideo, de la República Oriental del Uruguay. En aquella época el club El Porvenir actuaba en la división Intermedia de la Asociación de Football, la misma se jugó en Buenos Aires ante numerosa concurrencia y en medio de muchos aplausos.

#### Alineaciones
- Club El Porvenir (2):

1- Coll

2- Baigorri

3- Coli

4- Regino Aragón

5- Salerno

6- Bustince

7- Stritmatter

8- Bustinece

9- Tubio

10- Calvo

11- Dell´O
- Liga Nacional de Montevideo (1):

1- Gómez

2- Gómez

3- Gandolfo

4- López

5- Boggiano

6- Cardeillac

7- Scheminelli

8- Rubbo

9- De Arce

10- Vignole

11- Cabrera

## El Porvenir y la Selección Argentina
En 1925 la Selección Argentina conquistó la Copa América de la mano de dos futbolistas de El Porvenir que integraron su delantera.
Ellos fueron Manuel "La Chancha" Seoane (goleador del certamen y primer argentino en usar la N.º 10 en la selección) y Alejandro Nicolás "El Negro" De Los Santos (primer futbolista afroargentino en formar parte del Seleccionado Nacional).

## Rivalidades

### Arsenal
Su clásico rival es el Arsenal Fútbol Club de la vecina ciudad de Sarandí con el que disputa el denominado Clásico del Viaducto, dado que las dos instituciones cuentan en las inmediaciones de sus recintos con el paso elevado del ferrocarril. A pesar de la diferencia de edad de ambas entidades (El Porvenir le lleva 42 años) y de encontrarse en distintas divisiones desde hace mucho tiempo.

### Lanús
También tiene una gran rivalidad con el Club Atlético Lanús, aunque hoy en día existe una gran diferencia, ya que los equipos se encuentran en distintas categorías. Uno de los partidos más recordados es el que se jugó el 21 de noviembre de 1978 en el Campeonato de Primera B 1978. Siendo este el último del torneo, El Porvenir derrotó a Lanús 1-0, mandando al equipo granate a jugar un desempate por el descenso contra Villa Dálmine. El equipo de Campana le ganó a Lanús, condenándolo al descenso a la Primera C. Se cruzaron por última vez el 15 de marzo de 2024 en Copa Argentina 2024 con victoria 1-0 por parte de El Porvenir que determinó la eliminación de Lanús de la competición.

### Talleres de Remedios de Escalada
Mantienen una rivalidad debido a la cercanía entre las localidades de Gerli y Remedios de Escalada, además por haberse enfrentado en más de 90 ocasiones.

### Dock Sud
Otro rival tradicional es Dock Sud, a quien ha enfrentado en más de 100 ocasiones a lo largo de la historia.

## Estadio
- Inauguración: 24 de abril de 1971

- Capacidad: 14 000 personas[1] (770 plateas)

- Campo de juego: 100x80 m

- Dirección: Blanco Encalada 400 - Gerli Oeste

- En 2003 el estadio estrenó su sistema de iluminación. Este sistema fue destruido por un temporal el 16 de diciembre de 2023.

### Microestadio Cubierto
El Porve posee en sus instalaciones el Microestadio Cubierto Tobias Ciotti en donde se practican diversas disciplinas deportivas y en donde hace las veces de local el primer equipo del club de Futsal, que actualmente milita en la Liga Profesional, la cuarta división del país.	
El nombre se lo debe al máximo ídolo de la institución, el "Negro" Alejandro Nicolás de los Santos, quien defendiera los colores del "Porve" entre 1925 y 1931.

## Uniforme
- Uniforme titular:  camiseta blanca a rayas negras, pantalón negro, medias negras.
- Uniforme suplente: Camiseta blanca con bandas negras, pantalón blanco, medias negras.
- Uniforme alternativo: camiseta azul, pantalón blanco, medias blancas.

### Patrocinador e Indumentaria
| Período       | Proveedor   |
| ------------- | ----------- |
| 1980-1982     | Uribarri    |
| 1983-1986     | Topper      |
| 1986-1990     | Nanque      |
| 1990-1991     | Taiyo       |
| 1991-1992     | D-Tap       |
| 1992-1993     | Olympique   |
| 1993-1994     | Taiyo       |
| 1994-1995     | Sportlandia |
| 1995-1996     | Vars        |
| 1996-1997     | Mitre       |
| 1997-1998     | Penalty     |
| 1999-2002     | Dana        |
| 2002          | Sari        |
| 2002-2003     | Dana        |
| 2003-2005     | Nanque      |
| 2006-presente | Dana        |

| Período       | Patrocinador                 |
| ------------- | ---------------------------- |
| 1980          | Casa Oranías Valentín Alsina |
| 1981-1983     | Oranías Bratema              |
| 1984-1990     | Ninguno                      |
| 1990-1992     | Inmobiliaria Berrueta        |
| 1992-1993     | Deportes Leonard             |
| 1993-1994     | Taiyo                        |
| 1994-1995     | Sportlandia                  |
| 1995-1996     | Montalbano                   |
| 1996-1997     | Medicorp                     |
| 1997-1998     | Jeluz                        |
| 1999          | El Porve                     |
| 1999-2000     | Hacedor                      |
| 2000-2002     | Artes Gráficas Gincar        |
| 2002          | El Porve                     |
| 2002-2005     | Lipo                         |
| 2006-2011     | La Nueva Seguros             |
| 2011          | Autoservicio Los Mellis      |
| 2012          | SECLA                        |
| 2012-2013     | SEA Préstamos a Médida;SECLA |
| 2013-2014     | Banco Ciudad                 |
| 2014          | Camino al Centenario         |
| 2015          | OSPEP                        |
| 2016          | Grupo Faadem                 |
| 2017–2018     | Pizzería Lo+ hot             |
| 2018–2020     | Mediterráneo Autos           |
| 2020–presente | Hatchadourian y Asociados    |

## Estadios históricos

### Villa Porvenir
La primera de ellas estuvo en su barriada original, en la intersección de la avenida Galicia al 700 esquina Humberto Primo, Villa Porvenir, que utilizó en los torneos de 1919 y 1920.
Previo a ésta, para el torneo del año 1918 (su primera participación en el balompié), había utilizado la del Club Sígueme Si Puedes, de Gerli, ubicada en la avenida a La Plata (hoy Cabildo) entre Catamarca y Santa Fe, dando los fondos con la calle Paraguay.
El club que le alquiló la cancha al Porve tenía su sede en Brasil y Santa Fe de Villa Fischer, en Gerli Oeste.

### Gerli
En 1921 utiliza la del Club Everton de Gerli. Esta entidad de la barriada de La Mosca quedará acéfala a fin de temporada y su predio, a partir de ahí, será ocupado por el Club El Porvenir, previo acuerdo con el industrial textil Antonio Gerli.
La que fuera segunda cancha del Porve será inaugurada oficialmente el domingo 7 de mayo de 1922 (en adyacencias a la avenida Pavón y Camino a La Plata, hoy esquina de avenida Hipólito Yrigoyen y Bustamante en Gerli Oeste) en ocasión de igualar 1 a 1 ante Nueva Chicago y en donde jugará hasta comienzos de 1928.

### Villa Spínola
Luego de estar sin cancha por dos temporadas, el domingo 16 de noviembre de 1930 El Porvenir cae 4 a 2 ante Defensores de Belgrano y de esta manera inaugura la tercera en la zona de Villa Spínola, en Gerli Oeste, más exactamente en la calle Jean Jaures al 700 (hoy 1600) entre La Rioja y Gral. Morelos (hoy Santiago Plaul), dando los fondos con la calle Colombia.
Acá jugará hasta comienzos de 1940.
El Porvenir (2): Juan Montelli; Antonio Sande, Heberto Bahía; A. Fernández, Mario Artel, Carmelo Rovito; Casimiro Pérez, Arturo Naveira, Alejandro Nicolás De Los Santos, Chozas y José Gurrutchague.
Defensores de Belgrano (4): Eduardo Pratti; Adolfo Alois, Aldo Simonetti; Búttola, Gianini y Di Jonge; Giménez, Luis Izeta, Juan Mauricio Bongiovanni, Barrero y Ferraro.
Goles: 13'PT Ferraro (DB), 17'PT Luis Izeta (DB), 21'PT Juan Bongiovanni (DB), 25'PT Chozas (EP), 26'PT Arturo Naveira (EP) y 35'ST Juan Bongiovanni (DB).
Incidencias: 29'ST Eduardo Pratti (DB) le atajó un penal a Alejandro De Los Santos (EP).
Árbitro: Riestra.

### Villa Atlántida
El 4 de abril de 1942 inauguró su penúltima cancha, en la zona de Villa Atlántida (Lanús Oeste), puntualmente en la calle Santiago del Estero 3360 entre Veracruz y Chaco, dando los fondos a la calle Julio A. Costa (hoy Fray Julián Lagos).
Ese día El Porvenir igualó sin goles ante Argentinos Juniors por la primera fecha del torneo de segunda división.
El Porvenir (0): Jesús Iglesias Suárez; Humberto Cataffo, Berias; Raúl Piñeyro, Vicente De Tomas, Antonio Vucetich; Reynaldo Quevedo, A. Martínez, Reynaldo Harguinteguy, Osvaldo Martínez y Mauricio Mailhé.
Argentinos Juniors (0): Taboada; Rossi, Bianchi; Vacarezza, Lijó, Ghigno; Torelo, Crasafi, Dosetti, Agosti y Pisapia.
Goles: No hubo / Árbitro: Rey / Cancha: El Porvenir.
La cancha estaba ubicada a dos cuadras de las avenidas Santa Fe (hoy San Martín) y Remedios de Escalada de San Martín, y tenía además otra entrada por la calle Chaco 790.
La línea media de esta cancha se ubicaba exactamente donde hoy se encuentra la calle Resistencia, entre Santiago del Estero y Fray Julián Lagos.
El estadio se llamó Eva Perón, pero este nombre fue prohibido en 1955, por lo que dejó de llamarse así por el resto de sus días.
Durante aquellos años, este estadio conocido popularmente como La Estancia debido a su inmensa superficie, hizo contar a El Porvenir con el campo de juego más grande de América del Sur, ya que este poseía las dimensiones máximas permitidas por la International Football Association Board (120 metros de largo).
Acá jugará hasta el torneo de 1968.

### Los años difíciles
En 1968 pierde la cancha de Santiago del Estero y Veracruz, al terminarse el arrendamiento de la misma, y dos años después ocurre algo parecido con la vieja y tradicional sede de la avenida Galicia 648 en el corazón de Villa Porvenir. De ahí en más el Porve tendrá que renacer de sus cenizas y empezar de nuevo.

### Regreso a Gerli
El 24 de abril de 1971 se inaugura el actual estadio Enrique de Roberts en Gerli, en la calle Gral. Rodríguez y vías del F. C. Roca de Gerli Oeste, donde la señera entidad volverá a renacer.
Fue por la 8.ª fecha ante Defensores de Almagro, que finalizó empatado en un gol por bando, marcados por Schunk para la visita y por Carlos “El Pizza” Moral para el Porve, en un cotejo donde el golero local Horacio Durich le detuvo un penal a Campi.
En esos años jugaba en la Primera “C” y en 1975 logra el ascenso a la vieja Primera “B”, división donde siempre fue uno de sus principales animadores.
En 1976 se construye el Gimnasio Cubierto y la tribuna lateral de madera. Con el correr de los años se inauguran la platea, una nueva tribuna de cemento, la Confitería, Canchas de Tenis, Pileta de Natación y la gran tribuna de cemento que da espaldas al Viaducto “Gral. Paz”.

#### Sistema de iluminación
El lunes 19 de noviembre de 2001, por la 18.ª fecha del Nacional “B”, se inauguran las luces en el estadio disputándose el primer partido nocturno en Gerli, además de televisado en directo, con triunfo “blanquinegro” por 1-0 ante Central Córdoba de Rosario, con tanto de Fernando Domingo Rodríguez.

#### Cambio de nombre
El sábado 11 de agosto de 2007, por la 2.ª fecha del torneo de la Primera “C” 2007-2008, el estadio es rebautizado con el nombre actual de Gildo Francisco Ghersinich. Dicho cambio se hizo a fin de realizar un  homenaje en vida al actual Vicepresidente del Porve, que fuera titular de la institución en 1975 cuando logró su ascenso a la vieja Primera "B".
Ese día el Porve igualó 1-1 ante el Deportivo Laferrere con tanto de Antonio Esteban Ortigoza para el local y de Bernardo Paularena para los de La Matanza.

## Figuras
Como técnicos, de la época más reciente destacan Ricardo Calabria quien fuera árbitro y posteriormente técnico campeón con El Porve, Ricardo Caruso Lombardi, Horacio Montemurro, nuevamente Alberto Pascutti y Leonardo Madelón
A ellos se suman como jugadores muy reconocidos por los hinchas los siguientes:

### Jugadores notables
- Manuel Seoane
- Alejandro "El Negro" De Los Santos
- Juan Tubío
- Francisco Gondar
- Los hermanos Oscar y Osmar Blanco
- Los hermanos Jorge Luis y Osvaldo José Lemos
- Roberto Peidró
- Alfredo Gómez
- Jorge Alberto Colalillo
- Miguel Ángel "Caldera" Calderón
- Rubén Daniel Arbelo
- Jorge Alberto Viola
- Hugo Rodolfo Palmaz
- Salvador "Tano" Pasini
- Esteban "el Bichi" Fuertes
- Walter "el Lorito" Jiménez
- Hernán Adrián González
- Rubén "el Yagui" Forestello
- Oscar "Pinino" Más
- Juan Carlos "el Bombero" Ibáñez
- Guillermo Burdisso
- Héctor Baillié
- Sergio "Tano" Salomone
- José Luis "Garrafa" Sánchez
- Sergio Meza Sánchez

## Mercado de pases de invierno 2024
- Actualizado al 11 de agosto de 2024

### Altas
| Sergio Desilvestri | 52 años | DT  | Libre                 |
| Lucas Ábalos       | 23 años | ARQ | Dock Sud              |
| Leandro Villagra   | 23 años | DEF | San Martín de Burzaco |
| Franco Ríos        | 22 años | MED | Libre                 |
| Lucas Buono        | 43 años | DEL | Leandro N. Alem       |
| Ismael Ortiz       | 25 años | DEL | Lugano                |

### Bajas
| Enzo D'Angelis       | 23 años | DEF | Gutiérrez         |
| Gabriel Migueltorena | 41 años | DT  | Libre             |
| Horacio Fabregat     | 56 años | DT  | Libre             |
| Franco Carretero     | 26 años | ARQ | Sportivo Italiano |
| Nicolás Marchesi     | 25 años | ARQ | SAT               |

## Lista histórica de técnicos
- 1970 - José García Sojo
- 1970 - José Morales
- 1971 - Ricardo Martínez
- 1971 - Osvaldo Spirrizzi
- 1971 - Ernesto Díaz
- 1971 - José Morales
- 1972 - Ernesto Díaz
- 1972 - Hipólito Martínez
- 1972-1974 - Ángel Guibaudo
- 1974-1976 - José Morales
- 1976-1977 - Francisco Calabrese
- 1978 - José Morales
- 1978 - Francisco Calabrese
- 1978 - José Morales
- 1978 - Eduardo Porcel
- 1979 - Norberto Raffo
- 1979 - José Morales
- 1980 - Jorge Pérez
- 1980 - Carlos Rico
- 1980 - Marcelo Juárez
- 1981 - Jorge Masalis
- 1981 - Luis Artime
- 1981-1982 - Jorge Ginarte
- 1982-1983 - José Bernabé Leonardi
- 1983-1984 - Juan Carlos Merlo
- 1984 - Roberto Iturrieta
- 1984 - Edilberto Righi
- 1984 - Héctor Bentrón
- 1984-1985 - Jorge Masalis
- 1985-1986 - Roberto Iturrieta
- 1986-1987 - Mario Griguol
- 1987 - Pedro Alexis González
- 1988 - Horacio Bongiovanni
- 1988 - Héctor Bentrón
- 1988 - Luis Soler
- 1989 - Antonio Villamor
- 1989-1990 - Salvador Pasini
- 1990-1991 - Ramón Heredia
- 1991-1992 - Salvador Pasini
- 1992 - Oswaldo Cortés
- 1993 - Eduardo Lendoiro
- 1993 - Salvador Pasini
- 1993-1994 - Jorge Paolino
- 1994-1996 - Oswaldo Cortés
- 1996 - Aldo Rodríguez
- 1996-1998 - Ricardo Calabria
- 1998-2000 - Wálter Perazzo
- 2000 - Omar Larrosa
- 2000-2001 - Fabián García
- 2001-2002 - Ricardo Caruso Lombardi
- 2002 - Fabián de Sarrasqueta
- 2002-2003 - Wálter Perazzo
- 2003-2005 - Alberto Pascutti
- 2005 - Ricardo Zielinski
- 2006 - José Basualdo
- 2006 - Maximiliano Cincunegui
- 2006 - Ricardo José Rodríguez
- 2006 - Rubén Forestello
- 2006-2007 - Salvador Pasini
- 2007-2008 - Fabián Nardozza
- 2008 - Walter Bello
- 2008 - Gregorio Carrizo
- 2009 - Gabriel Pedrazzi
- 2009-2010 - Pablo Cameroni
- 2010 - Mariano Valentini
- 2010-2011 - Raúl Mármora
- 2011 - Sergio Benet
- 2011-2012 - Néstor Rapa
- 2012 - Orlando Perazzo
- 2012 - Luis Ventura
- 2012-2013 - Gabriel Ramón
- 2013 - Marcelo Philipp
- 2013-2014 - Marcelo Pascutti
- 2014-2015 - Gabriel Ramón
- 2016 - Horacio Montemurro
- 2016 - Marcelo López
- 2016-2017 - Gustavo Gamba
- 2017 - Heraldo Rodríguez
- 2017-2018 - Marcelo Ojeda
- 2018-2019 - David Castellanos
- 2019 - Guillermo Szeszurak
- 2019 - Gustavo García
- 2019 - Walter Ruiz
- 2019-2020 - Guillermo Visiconde
- 2020-2021 - Gustavo García
- 2021 - Cristian Ferlauto
- 2021 - Nicolás Russo
- 2021 - Daniel Vicentín
- 2021-2022 - Ariel Perdiechizi
- 2022 - Matías Hornos
- 2022 - Javier Satanás Páez y Gabriel Migueltorena
- 2022-2023 - Agustín Wallasch
- 2023 - Gabriel Migueltorena y Horacio Fabregat
- 2024 - Sergio Desilvestri y Gustavo Garcia
- 2025 - Ricardo José Rodríguez

- En negrita los técnicos campeones.

## Datos del club
- Temporadas en Primera División: 13 (1921-1926,1928-1934)
- Temporadas en Segunda División: 48
  - Temporadas en Primera B Nacional: 8 (1998/99-2005/06)[11]
  - Temporadas en Primera B: 39 (1927, 1935-1940, 1942, 1944-1951, 1955-1961, 1964-1967, 1969, 1976-1986)[11]
  - Temporadas en División Intermedia: 1 (1920)
- Temporadas en Tercera División: 28
  - Temporadas en Primera B: 13 (1986/87-1997/98 y 2006/07)[11]
  - Temporadas en Primera C: 13 (1943, 1952-1954, 1962-1963, 1968, 1970-1975)[11]
  - Temporadas en Segunda División: 2 (1918-1919)
- Temporadas en Cuarta División: 14
  - Temporadas en Primera C: 14 (2007/08-2012/13, 2016/17-2022, 2024)[11]
- Temporadas en Quinta División: 5
  - Temporadas en Primera D: 5 (2013/14-2016, 2023)[11]
- Temporadas desafiliado: 1 (1941)*

##### Total
- Temporadas en Primera División: 13
- Temporadas en Segunda División: 48
- Temporadas en Tercera División: 28
- Temporadas en Cuarta División: 14
- Temporadas en Quinta División: 5

*Por falta de estadio propio.

## Palmarés

### Torneos Nacionales (profesionalismo)
- Primera B (1): 1997-98[12]
- Primera C (2): 1943 y 1954[12]
- Primera D (2): 2016 y 2023

#### Torneos Nacionales (amateurismo)
- División Intermedia (Asociación Argentina de Football) (1): 1920 (asciende a primera, se mantiene hasta el año 1934)[4]
- Primera B (1): 1927[4]
- Segunda de Ascenso (Asociación Argentina de Football) (1): 1919[12]

#### Otros logros
- En el año 1968 se clasificó para actuar de segunda división a Primera “B”
- En el año 1975 se clasificó para actuar de segunda división a Primera “B”

## Goleadas

### A favor
- En Primera A (amateur): 6-0 a Liberal Argentino (1928), Estudiantes de Buenos Aires (1929)
- En Nacional B: 4-0 a Estudiantes de Buenos Aires (1998), Defensa y Justicia (2004)
- En Primera B: 9-1 a Barracas Central (1946)
- En Primera B: 6-0 a Dock Sud (1986)
- En Primera B: 7-1 a Sportivo Barracas (1937)
- En Primera C: 10-1 a Boulogne (1943)
- En Primera C: 8-1 a Villa San Carlos (1975)
- En Primera C: 5-1 a Ferrocarril Midland (2011)
- En Primera C: 5-0 a Berazategui (2012)

### En contra
- En Primera A: 0-7 vs Estudiantes de La Plata (1930)
- En Nacional B: 0-6 vs San Martín de San Juan (2006)
- En Primera B: 0-10 vs Nueva Chicago 1967
- En Primera C: 0-6 vs All Boys en 1963
- En Primera C: 1-7 vs Talleres (RdE) en 1944

## Homenajes
En mayo de 2023, los paleontólogos argentinos del Centro Nacional Patagónico (CENPAT) del Consejo Nacional de Investigaciones Científicas y Técnicas (CONICET)  Damián E. Pérez, Nicolás D. Farroni, Aylén Allende Mosquera y José I. Cuitiño, describieron una nueva especie de braquiópodo marino fósil de antigüedad Mioceno llamada Discinisca porvenir, en honor a al Club El Porvenir, del que es simpatizante el primer autor del trabajo (Damián E. Pérez). El artículo científico fue publicado en la revista especializada Ameghiniana.